# Jefferson County (Alabama)
 Der er flere lokaliteter med dette navn, se Jefferson County.
Jefferson County er et county beliggende i den centrale del af den amerikanske delstat Alabama. Hovedbyen og den største by er Birmingham. I 2016 havde countyet 659.321 indbyggere, og det er dermed det mest folkerige county i Alabama. Det blev grundlagt 13. december 1819. Jefferson County er opkaldt efter den amerikanske præsident Thomas Jefferson.

## Geografi
Ifølge United States Census Bureau er Jefferson Countys totale areal på 2.911 km², hvoraf de 34 km² er vand.